# Philip Mayer Kaiser
Philip Mayer Kaiser (* 12. Juli 1913 in Brooklyn, New York City; † 24. Mai 2007 in Washington, D.C.) war ein US-amerikanischer Regierungsbeamter und Diplomat, der unter anderem Botschafter der Vereinigten Staaten in Österreich war.

## Leben

### Studien, Mitarbeiter des Arbeitsministeriums und Hochschullehrer
Philip Mayer Kaiser war ukrainisch-jüdischer Abstammung und das jüngste von fünf Kindern von Morris Bear Kazas und dessen Ehefrau Temma Sloven Kazas. Er begann nach dem Schulbesuch ein grundständiges Studium an der University of Wisconsin–Madison, das er 1935 mit einem Bachelor of Arts (B.A.) beendete. Danach nahm er mit finanzieller Unterstützung durch ein Rhodes-Stipendium ein postgraduales Studium am Balliol College der University of Oxford auf, welches er 1939 mit einem Master of Arts (M.A.) abschloss. Nach seiner Rückkehr begann er 1939 seine berufliche Tätigkeit als Wirtschaftswissenschaftler im Rat der Gouverneure des Federal Reserve System und war im Anschluss zwischen 1942 und 1944 Chef der Stabsstelle für Projektoperationen der Behörde für wirtschaftliche Kriegsführung (Board of Economic Warfare), ehe er von 1944 bis 1946 als Chef des Planungsstabes der Verwaltungsbehörde für Außenwirtschaft FEA (Foreign Economic Administration) fungierte.
1946 wechselte Kaiser ins Arbeitsministerium der Vereinigten Staaten (US Department of Labor) und war dort zunächst Verwaltungsassistent des Leiters der Unterabteilung Internationale Angelegenheiten. Nachdem er zwischen 1947 und 1949 Direktor dieser Unterabteilung war, fungierte er zuletzt von 1949 bis 1953 selbst als Leiter der Unterabteilung Internationale Angelegenheiten (Assistant Secretary for International Affairs). Anschließend war er zwischen 1955 und 1958 Sonderassistent des damaligen demokratischen Gouverneurs von New York, W. Averell Harriman, sowie von 1958 bis 1961 Professor an der American University.

### Botschafter im Senegal, in Mauretanien, Ungarn und Österreich
Während der Amtszeit der demokratischen US-Präsident John F. Kennedy und Lyndon B. Johnson war Philip M. Kaiser erstmals als Diplomat tätig. Er wurde am 22. Juni 1961 zum Außerordentlichen und Bevollmächtigten Botschafter der Vereinigten Staaten im Senegal ernannt, wo er am 20. Juli 1961 als Nachfolger von Henry Serrano Villard sein Akkreditierungsschreiben übergab. Er bekleidete diesen Posten bis zum 18. Mai 1964, woraufhin Mercer Cook seine Nachfolge antrat. Zugleich war er als Nachfolger von Villard auch als Botschafter in Mauretanien mit Amtssitz in Dakar akkreditiert, wobei am 14. Juli 1962 in Nouakchott eine eigenständige Botschaft gegründet wurde, deren Interims-Geschäftsträger (Chargé d’Affaires ad interim) William L. Eagleton war. Den Posten als Botschafter in Mauretanien hatte Kaiser ebenfalls bis zum 18. Mai 1964 inne und wurde danach von William L. Eagleton abgelöst. Als Botschafter im Senegal spielte er während der Kubakrise (14. Oktober 1962 bis 28. Oktober 1962) eine Schlüsselrolle, als er den Präsidenten des Senegal Léopold Sédar Senghor davon überzeugte, der Sowjetunion zu untersagen, den Flughafen Dakar-Yoff für das Auftanken sowjetischer Militärflugzeuge zu nutzen. Nach Beendigung seiner Tätigkeiten als Botschafter im Senegal und in Mauretanien wechselte er 1964 zur Botschaft ins Vereinigte Königreich, an der er bis zum Amtsantritt der republikanischen Regierung von US-Präsident Richard Nixon 1969 Ständiger Vertreter des Botschafters war.

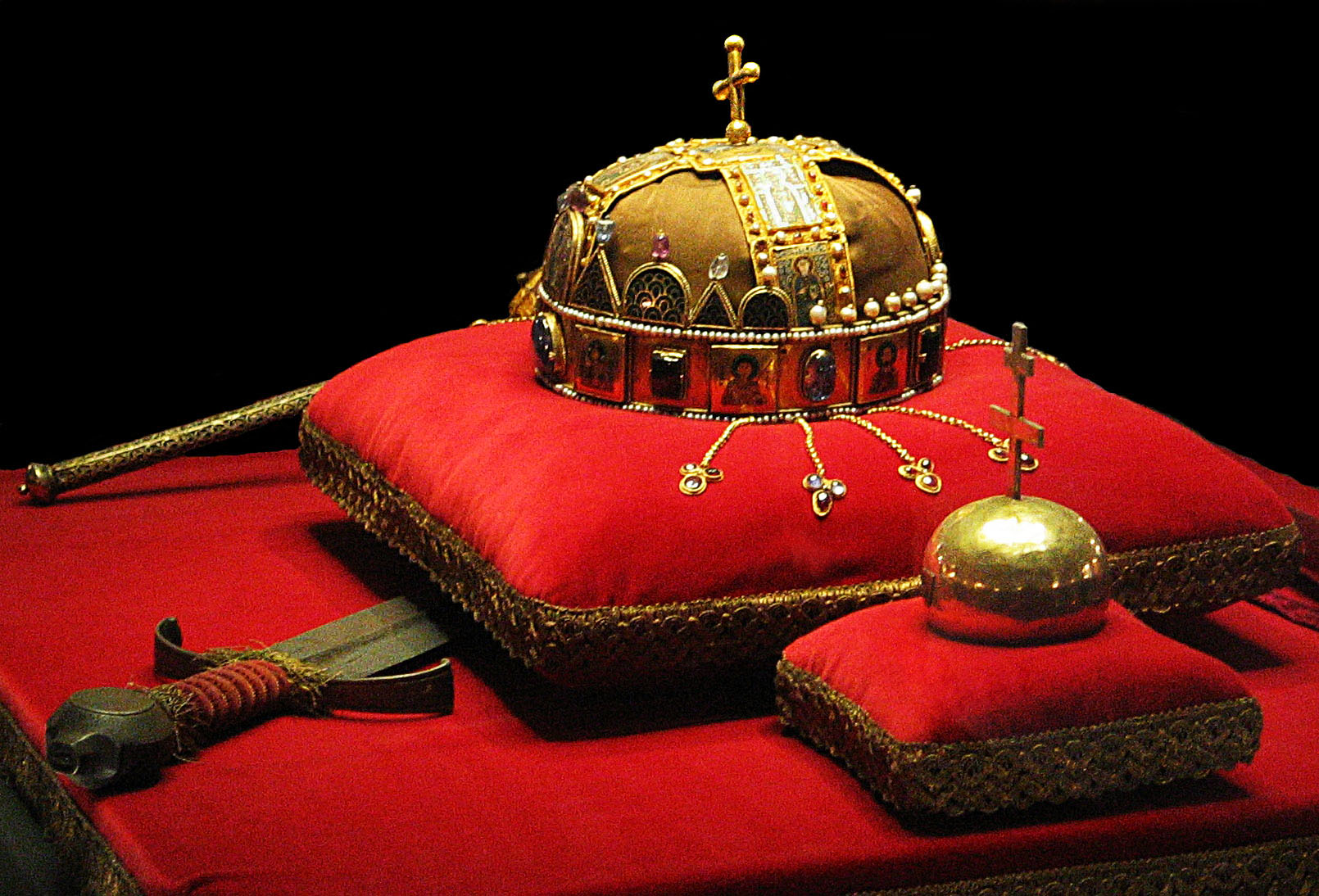
Als Botschafter in Ungarn spielte Philip Mayer Kaiser bei der erfolgten Rückgabe der Stephanskrone sowie der weiteren der Kroninsignien an Ungarn 1978 eine wichtige Rolle

Im Anschluss war Philip Mayer Kaiser zwischen 1969 und 1975 Vorstandsvorsitzender und Geschäftsführender Direktor von Encyclopædia Britannica, Inc. Während der Amtszeit des demokratischen Präsidenten Jimmy Carter kehrte er in den diplomatischen Dienst zurück und wurde am 7. Juli 1977 zum Botschafter der Vereinigten Staaten in Ungarn ernannt, wo er am 4. August 1977 als Nachfolger von Eugene V. McAuliffe sein Beglaubigungsschreiben vorlegte. Er bekleidete diese Funktion bis zum 9. März 1980 und wurde daraufhin von Harry E. Bergold, Jr. abgelöst. Er selbst wurde danach am 19. Februar 1980 als Nachfolger von Milton Wolf zum Botschafter der Vereinigten Staaten in Österreich ernannt und überreichte dort am 25. März 1980 seine Akkreditierung. Am 2. März 1981 wurde er von diesem Posten abberufen, woraufhin Theodore E. Cummings ihn ablöste. Bei der im Zuge der Entspannungspolitik von US-Präsident Jimmy Carter erfolgten Rückgabe der Stephanskrone sowie der weiteren der Kroninsignien an Ungarn spielte er ebenfalls eine wichtige Rolle, wenngleich sich Exil-ungarische Verbände in den Vereinigten Staaten zuvor kritisch gegenüber einer Rückgabe an die kommunistische Volksrepublik Ungarn geäußert hatten. Nach seinem Ausscheiden aus dem auswärtigen Dienst engagierte sich auch für die 1983 gegründete American Academy of Diplomacy, die 1986 gegründete Association for Diplomatic Studies and Training (ADST), den Council of American Ambassadors (CAA) sowie die bereits 1921 gegründete Denkfabrik Council on Foreign Relations (CFR).
Kaiser war bis zu seinem Tode mit Hannah Greeley Kaiser verheiratet und Vater von drei Söhnen. Sein ältester Sohn Robert G. Kaiser war Journalist, Geschäftsführender Herausgeber und Auslandskorrespondent bei The Washington Post, der zweite Sohn David E. Kaiser lehrte als Professor für Zeitgeschichte an verschiedenen Universitäten, während der jüngste Sohn Charles Kaiser ebenfalls ein bekannter Journalist ist. Philip Mayer Kaiser verstarb im Washingtoner Sibley Hospital.

## Veröffentlichung
- Journeying Far and Wide – A Political and Diplomatic Memoir, 1993